# گنجشک سرخاکستری شمالی
گنجشک سرخاکستری شمالی (نام علمی: Passer griseus) نام یک گونه از سرده گنجشک‌های راستین است.